# Arbalete
Arbalete é uma arma de disparo de arpões utilizada por mergulhadores para o abate de peixes na pesca submarina. Existem os mais variados tipos e modelos.
O arpão é impulsionado por um sistema de elásticos, com variadas bitolas e comprimentos, que é armado pela força do próprio mergulhador (ou pescador) e travado. O sistema é acionado por meio de um gatilho e o arpão é lançado contra o alvo para o qual é apontado. Geralmente possui uma empunhadura e cabo, um tambor com molinete para armazenar um fio que prende o arpão e um tubo onde o arpão é armazenado.
Segundo Jacques Mayol, o primeiro a sugerir o uso de um dispositivo para a caça subaquática capaz de lançar flechas de aço para liberar elásticos esticados, teria sido Victor Tchemodanoff, que teria feito o instrumento, em sua primeira forma, com bambu.